# Friz Freleng
Isadore "Friz" Freleng (Kansas City, Missouri, 21 de agosto de 1906 — Los Angeles, 26 de maio de 1995) foi um animador, cartunista, diretor e produtor estadunidense.
Famoso pelo seu trabalho nas séries de animação Looney Tunes e Merrie Melodies dos estúdios Warner Brothers, atualmente repassados no canal Cartoon Network. Criador dos famosos personagens de desenho animado Pernalonga, Patolino, Gaguinho, Pepé Le Pew, Hortelino Troca-Letras, Eufrazino, Piu-Piu, Taz, Frangolino, Frajola, Ligeirinho, Papa-Léguas, Coiote, entre outros que fazem parte dos Looney Tunes.
Em conjunto com David H. DePatie criou a DePatie-Freleng Enterprises, uma produtora de desenhos animados famosa por clássicos como A Pantera Cor de Rosa, Bombom e Maumau e outros mais.